# 川っぺりムコリッタ
『川っぺりムコリッタ』（かわっぺりムコリッタ）は、荻上直子の小説。2019年6月27日に講談社より刊行された。
2022年9月16日に映画版が公開された。

## 登場人物
山田
北陸の水産加工場の「沢田水産工業」で働いている。

### ハイツムコリッタ
島田
隣部屋の住人。
小さな菜園を持っている。
溝口
墓石の訪問販売をしている。
洋一
溝口の息子。場面緘黙症を患っている。
南
大家。
カヨコ
南の娘。小学3年生。
岡本
2年前に死去した元住人。

### 沢田水産工業
沢田
社長。
中島
ベテラン社員。

### その他
山田の母
山田が高校生のころに疎遠となる。
矢代大輔
孤独死した山田の父。
ガンちゃん
島田の幼なじみ。住職。
堤下
市役所の職員。

## 書誌情報
- 川っぺりムコリッタ（2019年6月27日、講談社、ISBN 978-4-06-516028-2）

## 映画
監督・脚本は原作者の荻上直子、主演は松山ケンイチ。2020年9月下旬から10月上旬にかけて富山県で撮影が行われた。
当初は2021年11月3日に公開予定だったが、新型コロナウイルス感染拡大の影響により2022年9月16日に延期された。
キャッチコピーは『友達でも家族でもない。でも、孤独ではない』

### あらすじ
富山の海辺の町。刑務所を出所したばかりの山田は、就職先の工場で働き、社長の紹介で川辺にある古いアパート「ハイツムコリッタ」で暮らし始める。大家は南というシングルマザーだ。
風呂上がりの牛乳、炊き立てご飯が好きで、静かに暮らしたいと願う山田だが、隣人の島田が風呂を借りたいと押しかけてきて断り、他に溝口という墓石の訪問販売をする父子がいて周囲から胡散臭がられている。
ある日。金がなく食うにも困っている山田の部屋に、島田が庭で栽培した野菜を差し入れてくれて、山田は飢えをしのぐ。ところが野菜の差し入れは頻繁になり、そのたび風呂に入り食事をするようになって、山田も野菜作りを手伝うようになる。
山田は市役所から、幼い頃に離婚して疎遠になった父親が死亡したので遺骨を取りに来て欲しい、との通知を受け取る。市役所の担当者から遺骨を受け取って持ち帰った山田は、その夜、父の遺品の携帯電話に電源を入れ、同じ番号に何度もかけている履歴を見て、その番号にかけてみると「いのちの電話」だった。遺骨の箱が気になって捨てたいのだが捨てられず、砕いて粉にすれば犯罪にならないと聞かされた。
父親が自殺だったのか気になった山田は「いのちの電話」に電話するが、答えは出ない。市役所の担当者を訪ねると、住んでいたアパートに案内され、自殺ではないと思うと聞いて安堵する。
ある日、島田がいつもと違う素振りなので問うと、山田の前科のことを聞いてきた。人をだましてお金をとったと答え、前科は付いて回るものと実感する。しかし、それも尾を引くことはなく、二人の関係はまもなく修復する。
町を台風が襲った翌日、山田は思い立って川原で遺骨を砕き始める。泣いている山田を南は抱きしめ「お葬式をしよう」と言う。借り物の黒のスーツを着た山田、島田の友人の住職、その他ハイツムコリッタの面々は葬列をなし、川っぺりの土手を遺骨の灰をまきながら行進するのだった。

### キャスト
- 山田たけし：松山ケンイチ
- 島田幸三：ムロツヨシ[4]
- 南詩織：満島ひかり[8]
- 中島：江口のりこ[9]
- 黒田大輔
- 知久寿焼
- 北村光授
- 松島羽那
- 堤下靖男：柄本佑[9]
- 大橋：田中美佐子[9]
- 薬師丸ひろ子
- 笹野高史
- 沢田：緒形直人[9]
- 溝口健一：吉岡秀隆[8]

この他、ハイツムコリッタで飼われるヤギとして、吉懸牧場から『あすか』が出演している。当初の台本には無かったが、荻上の希望でヤギを飼う設定となった。

### スタッフ
- 原作：荻上直子『川っぺりムコリッタ』（講談社）
- 監督・脚本：荻上直子
- 音楽：パスカルズ
- 製作：堀内大示、五老剛、多湖慎一、中西一雄、益田祐美子、亀山暢央、竹内力、五十嵐淳之、鈴木貴幸、川村岬、中西修、駒澤信雄
- 企画プロデュース：水上繁雄、飯田雅裕
- プロデューサー：野副亮子、永井拓郎、堀慎太郎
- 共同プロデューサー：成瀬保則、神保友香
- 撮影監督：安藤広樹
- 照明：重黒木誠
- 録音：池田雅樹
- 美術：富田麻友美
- 装飾：山崎悠里
- スタイリスト：堀越絹衣
- 衣装：村上利香
- ヘアメイク：須田理恵
- 編集：普嶋信一
- VFX：古橋由衣
- 整音：瀬川徹夫
- 音響効果：大河原将
- フードスタイリスト：飯島奈美
- スクリプター：天池芳美
- 助監督：藤森圭太郎
- 制作担当：鳥越道昭
- 協賛：キタノ住建、メディアスタッフビジョン、山栄
- 助成：文化庁文化芸術振興費補助金（映画創造活動支援事業）独立行政法人日本芸術文化振興会
- 配給：KADOKAWA
- 宣伝協力：シンカ
- 制作プロダクション：RIKIプロジェクト
- 製作幹事：KADOKAWA、朝日新聞社
- 製作：「川っぺりムコリッタ」製作委員会（KADOKAWA、朝日新聞社、メ〜テレ、カルチュア・エンタテインメント、平成プロジェクト、basil、RIKIプロジェクト、ムービーウォーカー、Filmarks、ねこじゃらし、富山テレビ放送、北日本新聞社）

## ロケ地
2020年9月から10月にかけて、富山県内各地でロケが行われた。
- 蛯米水産加工（富山市） - 山田の勤務先として使用。
- 富山地方鉄道上滝線大川寺駅（富山市） - 山田が降り立つシーンで登場。
- 豪農の館 内山邸（富山市） - 溝口親子の訪問先として登場。
- 神通川土手（富山市） - 山田の父が住んでいたアパートが見える土手として登場。川沿いに建つ実際のマンションも撮影協力している。
- 薬勝寺（射水市） - 島田の友人、ガンちゃんの寺として登場。
- 庄川土手（射水市） - 川辺のゴミ山で宇宙人との交信シーン、楽器を演奏しながらの葬列シーンとして使用。
- 聖人橋（高岡市 - 小矢部市） - 溝口親子が会話しながら歩くシーンを撮影。
- 宝性寺（高岡市） - 溝口親子の訪問先の庭のシーンとして撮影。荻上監督が同寺の庭園に魅了されたため、豪邸のロケ地として選定された。
- 魚津市役所（魚津市） - 山田が父の遺骨を引き取るために訪れた市役所として登場。職員役、市民役は魚津市職員やその家族がエキストラ出演。市役所1階にて福祉課のシーン、会議室にて遺骨安置所シーンが撮影された。
- 焼肉大番（南砺市） - 山田、島田、ガンちゃんが飲みに出掛けるシーンにて登場。
- 立山グリーンパーク吉峰（中新川郡立山町） - 南親子が訪れた樹木葬霊園として登場。南親子がタクシーに乗るシーンでは、富山交通が劇用車、ドライバーで協力した。
- 小矢部川土手（高岡市（旧福岡町）） - 楽器を演奏しながらの葬列シーンを撮影。
- 火葬場 - 射水市が運営していた旧斎場。2021年に移築し、現在は更地になっている。
- 富山県内の公営団地 - 荻上監督のイメージに合った富山県内の公営団地を、アパート『ハイツムコリッタ』として使用。地元の園芸会社協力のもと、住宅裏に家庭菜園を一から造成。季節に合った野菜苗の植栽が仕上がった。